# 31640 Johncaven
31640 Johncaven este un asteroid din centura principală de asteroizi.

## Descriere
31640 Johncaven este un asteroid din centura principală de asteroizi. A fost descoperit pe 6 aprilie 1999 la Socorro, New Mexico, în cadrul proiectului LINEAR. Asteroidul prezintă o orbită caracterizată de o semiaxă mare de 2,56 ua, o excentricitate de 0,18 și o înclinație de 4,5° în raport cu ecliptica.